# Natoo
Ghulam Nabi Natoo  (* um 1877 in Kabul; † 26. August 1989 in Pol-e Chomri) war ein afghanischer Musiker aus dem Kharabatviertel. 

## Leben
Im Kindesalter wurde er von seinem Vater Ustad Qurban Ali Khan ausgebildet. Er sah in seinem Sohn das Talent, die Musik fortzuführen. Zunächst wurde er von Ustad Pirbakshsh Khan Hindi ′′ Piarakhan ′′ unterrichtet. Nachdem offiziell die Erbschaftszeremonie von ′′ Garmani ′′  durchgeführt wurde. wurde er nun Schüler von  Ustad Qasim.  In vielen Versammlungen traten beide zusammen auf, z. b. während der Hochzeit von Ustad Nabi Gul. Während der Regierungszeit von Amanullah Khan lehrte er an der Habibia High School. In den letzten Jahren  lebte er in den nördlichen Gebieten zwischen Pol-e Khumri, Baghlan und Kundus. Hier war er als Landwirt tätig.